# Nekrolog 1931
Nekrolog
◄◄
| ◄
| 1927
| 1928
| 1929
| 1930
| 1931 | 1932 | 1933 | 1934 | 1935 | ► | ►►
1. Quartal |
2. Quartal |
3. Quartal |
4. Quartal 
Weitere Ereignisse | Allgemeiner Nekrolog 1931
Die Beschreibung der verstorbenen Person sollte so kurz wie möglich gehalten sein und nur deren signifikante Tätigkeit(en) enthalten.
Neue Namen ggf. auch unter dem Geburts- und Sterbedatum, also etwa unter 1. Januar und im Geburts- und Sterbejahr (2024) eintragen (nur bei entsprechender großer Wichtigkeit). Für Beispiele siehe die schon vorhandenen Artikel.
Außerdem über die fünf zuletzt Verstorbenen, zu denen es einen ausreichend guten Artikel für eine Präsentation auf der Hauptseite gibt, nach der todesbedingten Überarbeitung der Artikel ggf. auch unter Wikipedia Diskussion:Hauptseite informieren und sie am besten auch in den anderen Wikipedia-Sprachversionen eintragen. Tipp: Regelmäßig bei news.google.de nach „ist tot“, „gestorben“ oder „verstorben“ suchen.
Wenn eine Person gestorben ist, gibt es viele Seiten zu dieser Person in der Wikipedia, die davon auch betroffen sind und entsprechend aktualisiert werden müssen. Beispiele: Namenübersichtsseite, Geburtsjahr, Geburtsort-Seiten und viele mehr.
Wie finde ich die betroffenen Seiten?
Im Suchfeld auf der linken Seite gibt man den Suchbegriff so ein: „Vorname Nachname“. Dann klickt man auf Volltext und alle Seiten mit entsprechendem Suchtext werden aufgerufen. Hier sieht man dann schnell, wo auch das Todesjahr Sinn macht oder sogar ein Teil des Artikels angepasst werden muss. Auch hilft das „Werkzeug“ auf der linken Seite sehr gut, um solche Seiten aufzufinden: „Links auf diese Seite“. Somit ist die Wikipedia wieder aktuell in allen Bereichen! Hinweis: bei Eintragung der Kategorie „Gestorben JAHR“ wird der Missbrauchsfilter 49 ausgelöst, was jedoch nicht schlimm ist. Siehe: Spezial:Missbrauchsfilter/49
Dies ist eine Liste von im Jahr 1931 verstorbenen bekannten Persönlichkeiten. Die Einträge erfolgen innerhalb der einzelnen Daten alphabetisch sortiert. Tiere sind im Nekrolog für Tiere zu finden.
Die Liste ist nach Quartalen aufgeteilt:
- Nekrolog 1. Quartal 1931: Januar, Februar und März
- Nekrolog 2. Quartal 1931: April, Mai und Juni
- Nekrolog 3. Quartal 1931: Juli, August und September
- Nekrolog 4. Quartal 1931: Oktober, November und Dezember

## Datum unbekannt
| Name                               | Beruf, bekannt als                                                                    | Alter |
| ---------------------------------- | ------------------------------------------------------------------------------------- | ----- |
| Emilio Aceval                      | paraguayischer Politiker, 26. Präsident Paraguays                                     |       |
| Gustav Adametz                     | deutscher Landrat                                                                     |       |
| Anton Amon                         | österreichischer Sänger, Schauspieler und Landschaftsmaler                            |       |
| Helene Anton                       | deutsche Schriftstellerin                                                             |       |
| Theodor Arnold                     | deutscher Politiker, Bürgermeister in Zeitz                                           |       |
| Wilhelm Auspitzer                  | österreichischer Redakteur und Drehbuchautor                                          |       |
| Emilio Barbaroux                   | uruguayischer Politiker                                                               |       |
| Ida Barber                         | deutsche Schriftstellerin                                                             |       |
| Manfred Berliner                   | deutscher Handelslehrer                                                               |       |
| Ruben Bierer                       | österreichischer Chirurg und Zionist                                                  |       |
| Constantin von Boehn               | deutscher Rittergutsbesitzer und königlich-preußischer Kammerherr                     |       |
| Julie Boysen                       | deutsche Schul-Gründerin und -leiterin                                                |       |
| Robert Henry Charles               | englischer Theologe und Bibelwissenschaftler                                          |       |
| Alexandre Darracq                  | französischer Unternehmer                                                             |       |
| Hector Delobbe                     | belgischer Offizier, zuletzt Generalleutnant                                          |       |
| Henri Doré                         | französischer Missionar und Sinologe                                                  |       |
| Daniel Draper                      | US-amerikanischer Meteorologe                                                         |       |
| Athanasios Eftaxias                | griechischer Politiker und Ministerpräsident                                          |       |
| Arthur von Franquet                | deutscher Unternehmer, Kunstsammler und -mäzen in Braunschweig                        |       |
| Isidor Fröhlich                    | ungarischer Physiker                                                                  |       |
| Emil Futter                        | Oberingenieur und Erbauer von Adhäsionsbahnen                                         |       |
| Jules Gervais-Courtellemont        | französischer Photograph                                                              |       |
| Minna Karlowna Gorbunowa-Kablukowa | russisch-sowjetische Wirtschaftspädagogin                                             |       |
| Heinrich von Gottberg              | deutscher Verwaltungsbeamter                                                          |       |
| Heinrich Götz                      | deutscher Fotograf                                                                    |       |
| Julius Robert Hannig               | deutscher Bildhauer                                                                   |       |
| Arthur Heyer                       | deutsch-ungarischer Maler                                                             |       |
| Gottlob Himmel                     | deutscher Handwerksmeister und Gründer der Himmelwerke                                |       |
| Izrael Günzig                      | mährischer Rabbiner                                                                   |       |
| Hokkai Takashima                   | japanischer Maler, Ingenieur und Botaniker                                            |       |
| William Hunt                       | englischer Kleriker und Historiker                                                    |       |
| Hussein ibn Ali                    | König des Hedschas (1917–1924)                                                        |       |
| Fritz Jahn                         | deutscher Pastor, Leiter der Züllchower Anstalten                                     |       |
| Paul Jensen                        | deutscher Theaterschauspieler, Sänger (Bariton), Gesangspädagoge und Theaterintendant |       |
| Charles Johnston                   | nordirischer Journalist, Autor und Theosoph                                           |       |
| Otto Just                          | deutscher Ministerialbeamter                                                          |       |
| Julius Kaltenbach                  | deutscher Unternehmer des Maschinenbaus                                               |       |
| Dionysios Kasdaglis                | griechisch-ägyptischer Tennisspieler                                                  |       |
| Ernst Kübler                       | deutscher Verwaltungsjurist und Ministerialbeamter                                    |       |
| Erwin Kurz                         | deutscher Bildhauer                                                                   |       |
| Harold Lasseter                    | Goldsucher in Australien                                                              |       |
| Paul Lüdicke                       | deutscher Rechtsanwalt, Notar und Abgeordneter (DNVP)                                 |       |
| William Stewart MacGeorge          | schottischer Maler                                                                    |       |
| Andrés Mata                        | venezolanischer Dichter, Schriftsteller und Journalist                                |       |
| Clara Matsuno                      | deutsche Kindergärtnerin und Pionierin des japanischen Kindergartensystems            |       |
| Konrad Meier                       | Herrnhuter Missionar                                                                  |       |
| Georg Heinrich Meyer               | deutscher Verleger und Verlagsbuchhändler                                             |       |
| Edouard Myin                       | belgischer Sportschütze                                                               |       |
| Anna Nahowski                      | Geliebte des österreichischen Kaisers Franz Joseph I.                                 |       |
| Jappe Nilssen                      | norwegischer Schriftsteller und Kunstkritiker                                         |       |
| Luis G. Pardo                      | mexikanischer Botschafter                                                             |       |
| Charles H. Parrish Sr.             | afroamerikanischer Theologe und Bürgerrechtler                                        |       |
| Baptist Quaderer                   | liechtensteinischer Landwirt und Landtagsabgeordneter                                 |       |
| Zwetan Radoslawow                  | bulgarischer Komponist                                                                |       |
| Hermann Reck                       | deutscher Gutsbesitzer und Politiker, MdR (1912–1918)                                 |       |
| Karl von Reinhard                  | deutscher Verwaltungsbeamter                                                          |       |
| Oswald Reißert                     | deutscher Philologe, Autor und Fotograf                                               |       |
| Carl Ruschen                       | deutscher Industrieller                                                               |       |
| Saad al Dowleh                     | Ministerpräsident Persiens, Stammesführer der Bachtiaris                              |       |
| Bernhard Salin                     | schwedischer Archäologe                                                               |       |
| Alexander Alexandrowitsch Sawinski | zaristischer Botschafter                                                              |       |
| Saya San                           | buddhistischer Mönch, Anführer eines Aufstands in Britisch-Indien                     |       |
| Carl Schreiner                     | deutscher Schauspieler                                                                |       |
| George Skinner                     | britischer Schuh- und Vergaserhersteller                                              |       |
| Richard Skonietzki                 | deutscher Reichsgerichtsrat                                                           |       |
| Hermann Stiller                    | deutscher Architekt                                                                   |       |
| Harold Wolferstan Thomas           | kanadischer Arzt                                                                      |       |
| Luigi Valli                        | italienischer Literaturkritiker und Dozent                                            |       |
| Hans Lorenz von Versen             | deutscher Landrat                                                                     |       |
| Wang Yuanlu                        | chinesischer daoistischer Abt                                                         |       |
| Frederick Morris Warren            | US-amerikanischer Romanist                                                            |       |
| Artur Marcell Werau                | österreichischer Komponist                                                            |       |
| Newton H. White                    | US-amerikanischer Politiker                                                           |       |
| Martha von Wittich                 | deutsche Komponistin                                                                  |       |
| Boris Jakowlewitsch Wladimirzow    | russischer Mongolist, Sprachforscher, Ethnologe und Orientalist                       |       |